# Aeciure crotonis
Aeciure crotonis är en svampart som först beskrevs av Henn., och fick sitt nu gällande namn av Buriticá & J.F. Hennen 1994. Aeciure crotonis ingår i släktet Aeciure och familjen Phakopsoraceae.   Inga underarter finns listade i Catalogue of Life.